# Sessue Hayakawa
Sessue Hayakawa (早川雪洲 Hayakawa Sessue), född 10 juni 1889 i Nanaura, Chiba prefektur, död 23 november 1973 i Tokyo, var en japansk-amerikansk skådespelare.
På grund av nedsatt hörsel tvingades han ge upp planer på en karriär inom japanska marinen och satsade istället på skådespelaryrket. Som 19-åring kom han till USA första gången och började studera vid University of Chicago. Han återvände till Japan och grundade ett teatersällskap (Japanese Imperial Company) med vilket han turnerade på amerikanska västkusten 1913. Han upptäcktes då av regissören Thomas Harper Ince och skrev på ett filmkontrakt.
Med sin genombrottsfilm Taifun 1914 fick han omedelbar framgång – exotisk, uttrycksfull och "annorlunda" – och Hayakawa erhöll mer beundrarpost än någon annan samtida skådespelare.
Han kom sedan att spela såväl exotiska hjältar som charmiga skurkar. 1923 begav han sig till Europa, där han medverkade i flera franska filmer.
I slutet på 1940-talet gjorde han comeback i Hollywood i karaktärsroller och nominerades för en Oscar för sin roll som den japanske officeren i filmen Bron över floden Kwai (1957). 
Han var gift med skådespelerskan Tsuru Aoki mot vilken han spelade i Taifun.

## Filmografi i urval

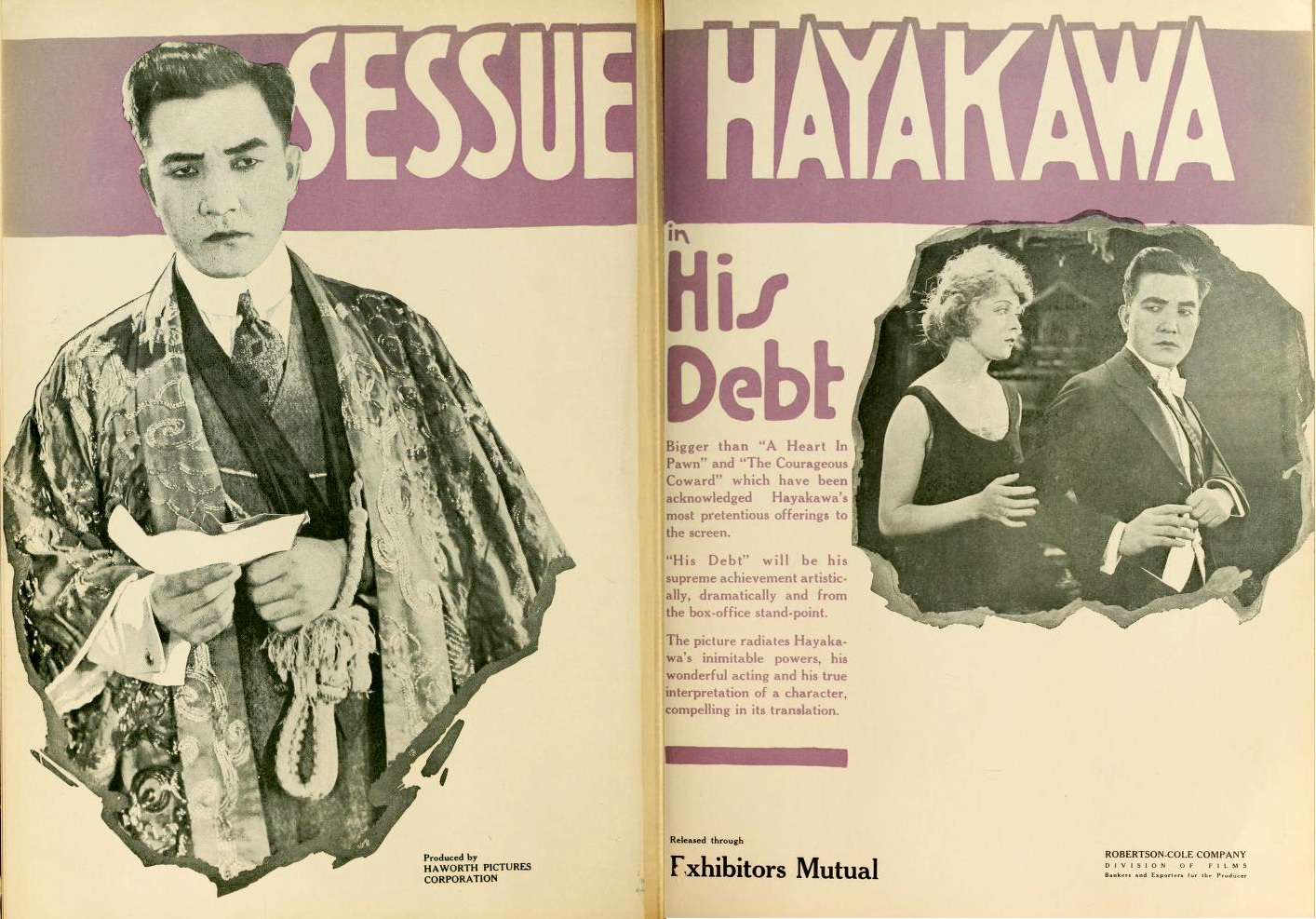
Reklam (1919)

- 1914 – Taifun
- 1915 – Den gula demonen
- 1919 – The Tong Man
- 1921 – Svarta rosor
- 1931 – Daughters of the Dragon
- 1949 – Tokyo Joe
- 1950 – Kvinnor bakom taggtråd
- 1955 – Terror i Tokyo
- 1957 – Bron över floden Kwai
- 1959 – Blommande djungel
- 1960 – Skeppsbrott i Söderhavet